# 제목 페이지

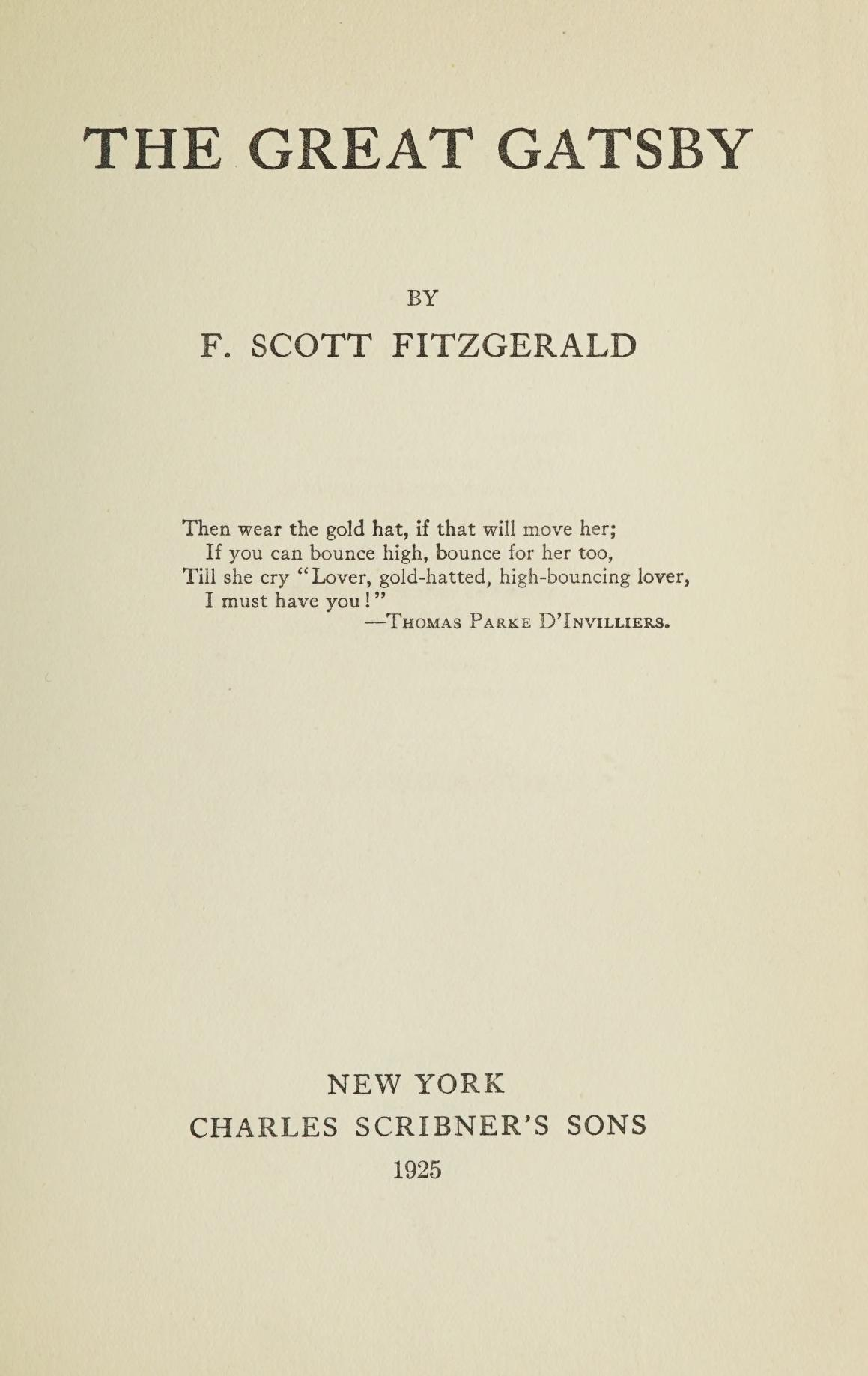

제목 페이지 또는 타이틀 페이지(title page)는 책, 논문 또는 기타 서면 작업에서 종종 예술적으로 장식된 제목, 부제, 저자, 발행인 및 에디션을 표시하는 전면 또는 그 근처의 페이지이다. (반대로 하프타이틀은 작품의 제목만을 표시한다.)
제목 페이지는 책의 "서문" 또는 "예비"의 가장 중요한 부분 중 하나이다. 제목 페이지와 페이지의 데이터가 "제목"을 설정하는 데 사용되기 때문이다. 꼭 그런 것은 아니지만 일반적으로 책임 진술 및 출판과 관련된 데이터". 이는 도서관 카탈로그 및 학술 참조에서 책이 인용되는 방식을 결정한다.
제목 페이지에는 종종 저작의 제목, 지적 내용을 담당하는 사람 또는 기관, 책 발행인의 이름과 주소 및 출판 날짜가 포함된 인쇄물이 표시된다. 특히 문고판의 경우 표지보다 짧은 제목을 포함하거나 설명이 포함된 부제가 없을 수 있다. 저작권 정보를 포함하여 책 출판에 대한 추가 정보는 종종 제목 페이지의 뒷면에 인쇄된다. 또한 종종 ISBN과 볼륨이 속한 인쇄 작업을 나타내는 "숫자 줄"이라고도 하는 "프린터 키"가 포함된다.
첫 번째 인쇄된 책, 즉 초기 간행본(incunabula)에는 제목 페이지가 없었다. 텍스트는 단순히 첫 페이지에서 시작되며 책은 종종 텍스트 고유의 첫 단어인 시작 단어로 식별된다. 다른 오래된 책에는 책 끝에 콜로폰에 대한 서지 정보가 있을 수 있다.
투르크에 대항하는 십자군의 황소(Bulla Cruciatae contra Turcos, 1463)는 첫 페이지에서 제목을 가장 먼저 사용하였다.

## 같이 보기
- 책 디자인